# Niwisko
Niwisko – osada w Polsce, w województwie łódzkim, w powiecie bełchatowskim, w gminie Kluki.
Do 2023 miejscowość była częścią wsi Kuźnica Kaszewska.
W latach 1975–1998 Niwisko należało administracyjnie do województwa piotrkowskiego.
 przez wieś biegnie Łódzka Magistrala Rowerowa N-S